# Irina Shayk
Irina Shayk (uneori Irina Sheik, născută Irina Valerievna Șaihlislamova (în rusă Ирина Валерьевна Шайхлисламова) pe 6 ianuarie 1986 în Emanjelinsk, Rusia) este un fotomodel din Rusia, cunoscută pentru aparițiile sale în Sports Illustrated Swimsuit Issue între anii 2007 și 2014, iar în 2011 a apărut pe copertă. Din mai 2010 până în ianuarie 2015 a fost într-o relație cu fotbalistul portughez Cristiano Ronaldo.